# Fait-Florian Banser
Fait-Florian Banser (* 20. Februar 1982 in Perleberg, DDR) ist ein ehemaliger deutscher Fußballspieler. Der Stürmer stand zuletzt 2012 beim VfB Germania Halberstadt unter Vertrag.

## Karriere
Banser begann im Alter von sechs Jahren mit dem Fußballspielen bei der SG Messtron Magdeburg, die höheren Jugendligen absolvierte er beim 1. FC Magdeburg. 1999 wechselte er zu Eintracht Braunschweig in den Kader der zweiten Herrenmannschaft, bevor er 2002 zurück nach Magdeburg ging, wo ihm der Durchbruch im Seniorenbereich gelang. Unter anderem traf er beim DFB-Pokalspiel der Magdeburger gegen den MSV Duisburg zum vorübergehenden Ausgleich. Insgesamt absolvierte er 72 Punktspiele und schoss 25 Tore.
Im Jahr 2005 ging Banser zum Nordost-Oberligisten VfB Germania Halberstadt, wo er zum Stammspieler avancierte. In drei Spielzeiten erzielte er 33 Tore in 72 Punktspielen. Zur Saison 2008/09 wechselte Banser zum Drittligisten Eintracht Braunschweig. Hier kam er in der ersten Saison in 33 Spielen zum Einsatz und erzielte dabei fünf Tore. Zur Saison 2010/11 wechselte Banser in die Pfalz zur Reserve des 1. FC Kaiserslautern, die in der Regionalliga West antritt.
Im Januar 2011 kehrte Banser zu seiner früheren Wirkungsstätte in Halberstadt zurück. Mit der Germania feierte er am Saisonende die Meisterschaft der Oberliga Nordost-Süd und den Aufstieg in die Regionalliga Nord. Nach dem erfolgreichen Klassenerhalt beendete der Stürmer im Sommer 2012 seine Aktivenkarriere und wechselte in die Geschäftsstelle der Germania Fußball GmbH.